# قصب السكر الصلب
قصب السكر الصلب (الاسم العلمي:Saccharum robustum) هو نوع من النباتات يتبع جنس قصب السكر من الفصيلة النجيلية.